# Birinczi liga kirgiska w piłce nożnej mężczyzn
Pierwsza Liga Kirgistanu w piłce nożnej (kirg. Биринчи Лига, Birinczi Liga) – liga będąca drugim poziomem rozgrywek piłkarskich w Kirgistanie. W sezonie 2015 występowały w niej 17 drużyn, rozdzielonych na 2 grupy - północną i południową. Najlepsze drużyny z każdej grup w meczu finałowym rozgrywają tytuł mistrza ligi oraz awansują do najwyższej klasy rozgrywkowej. Najgorsze drużyny z każdej grup spadają do Drugiej Ligi.

## Drużyny w sezonie 2015
Zona A (północna)
- Abdysz-Ata-91 Kant
- Ałga Biszkek
- Ałga-2 Biszkek
- Chimik Karabałta
- Dordoj-2 Biszkek
- Nasze Piwo Kant
- Piwo Biełowodskoje
- RSDJuSzOR-FCz Biszkek
- Żiwoje Piwo Kant

Zona B (południowa)
- Aldijer Kurszab
- Ałaj-2 Osz
- Dżasztyk-Ak-Ałtyn Karasuu
- Energetik Karaköl
- FK Dżalalabad
- FK Toktoguł
- Neftczi Koczkorata
- Szachtior Kyzył-Kyja